# Seidži Óko
Seidži Óko (japonsky 大古 誠司, Óko Seidži; * 15. února 1948 Kawasaki) je bývalý japonský volejbalista. S japonskou mužskou volejbalovou reprezentací získal zlato na olympijských hrách v Mnichově roku 1972 a stříbro na olympiádě v Mexiku roku 1968. Z mistrovství světa má dva bronzy (1970, 1974), ze Světového poháru stříbro (1969). Po skončení hráčské kariéry se stal volejbalovým trenérem, v letech 1991–1995 trénoval japonskou reprezentaci, mj. i na olympijských hrách v Barceloně roku 1992, kde ji přivedl k šestému místu. V roce 2004 byl uveden do mezinárodní volejbalové síně slávy.